# نبوخذ نصر (فلم)
نبوخذ نصر هو فيلم عراقي تم إنتاجه في سنة 1962، يعتبر أول فيلم عراقي ملون يتم إنتاجه، الفيلم من إخراج وتأليف كامل العزاوي وبطولة عبد المنعم الدروبي ويعقوب القرة غول وفوزي محسن الأمين وسامي عبد الحميد وسهيلة فوزي وعبد الستار العزاوي ومحمد علي هادي السعيد وكارلو هارتيون.

## القصة
تدور قصة الفلم من إسمه عن الملك البابلي الكلداني نبوخذ نصر الثاني الذي حكم بابل من سنة 605 إلى سنة 562 ق م، يبدأ الفلم بإستعدادات نبوبولاسر لمهاجمة آشور وذلك عندما كان نبوخذ نصر ولي العهد، وثم يعقد الملك البابلي نبوبولاسر تحالف مع ملك ميديا سياخريس مقابل تزويج إبنته أميديا لنبوخذ نصر، وثم يصور الفلم حملات نبوخذ نصر في بلاد الشام واليهودية، ويصور كذلك كشف مؤامرة الانقلاب من طبقة من النبلاء البابليين بمساعدة كاهن الإله مردوخ من قبل زوجة نبوخذ نصر أميديا التي تقوم بكشف المؤامرة وثم يقوم نبوخذ نصر ببناء الجنائن المعلقة لأجلها.

## وصلات خارجية
- مقالات تستعمل روابط فنية بلا صلة مع ويكي بيانات
- نبوخذ نصر (فيلم) على قاعدة بيانات الأفلام العربية
- رابط للفلم على يوتيوب